# Cornusse
Cornusse település Franciaországban, Cher megyében. Lakosainak száma 227 fő (2022. január 1.). Cornusse Bengy-sur-Craon, Charly, Flavigny, Ourouer-les-Bourdelins, Raymond és Osmery községekkel határos.

## Népesség
A település népessége az elmúlt években az alábbi módon változott:
| Lakosok száma | 390  | 355  | 283  | 283  | 271  | 270  | 268  | 266  | 253  | 227  |
|               | 1968 | 1982 | 1990 | 2006 | 2013 | 2015 | 2017 | 2019 | 2020 | 2022 |